# Władimir Stiekłow
Władimir Arseniewicz Stiekłow, ros. Влади́мир Андре́евич Стекло́в (ur. 9 stycznia 1864 w Niżnym Nowogrodzie, zm. 30 maja 1926, wieś Haspra na Krymie) – rosyjski matematyk, uczeń Aleksandra Lapunowa.

## Życiorys
Studiował w Moskwie i Charkowie. Od 1896 profesor Uniwersytetu w Charkowie, od 1906 w Petersburgu. Od 1910 członek Petersburskiej Akademii Nauk (1919–1926 wiceprezes). Zajmował się fizyką matematyczną, w szczególności teorią potencjału, teorią sprężystości i hydrodynamiką, a także równaniami różniczkowymi. Po rewolucji październikowej 1917 organizował życie naukowe w Rosji sowieckiej, następnie ZSRR, m.in. tworzył instytut fizyczno-matematyczny przy Akademii Nauk ZSRR. Powstały po podziale tego instytutu Instytut Matematyczny nosi obecnie imię Władimira Stiekłowa.